# Walter Buser
Walter Buser (ur. 14 kwietnia 1926 w Lausen, zm. 17 sierpnia 2019) – szwajcarski polityk, kanclerz federalny w latach 1981-1991.

## Życiorys
Urodził się 14 kwietnia 1926 w Lausen w kantonie Bazylea-Okręg.
Był członkiem Socjaldemokratycznej Partii Szwajcarii i reprezentował kanton Bazylea-Okręg. Sprawował urząd kanclerza federalnego Szwajcarii od 1981, kiedy to zastąpił na stanowisku Karla Hubera, do 30 czerwca 1991. Jego następcą został François Couchepin.